# ジール・マイルス＝クラーク
ジール・マイルス＝クラーク (Jearl Miles-Clark、1966年9月4日 - )は、アメリカ合衆国の陸上競技選手。400mを中心に活躍した選手で、1988年ソウルオリンピックから4大会連続してオリンピックに出場。
ソウルオリンピックは、4×400mリレーの補欠選手として出場はできなかったものの、4年後のバルセロナ大会では400mと4×400mリレーに出場。400mは準決勝で敗れたものの、4×400mリレーではナターシャ・カイザー、グウェン・トーレンス、そしてロシェル・スティーブンスとともに銀メダルを獲得した。
1996年アトランタオリンピックは、400mで5位という結果に終わったものの、4×400mリレーでは、前回大会もメンバーだったスティーブンス、そしてマイセル・マローン、キム・グラハムとともに、彼女にとってはじめてとなるオリンピックの金メダルを獲得した。
マイルスは、2000年シドニーオリンピックに4大会連続出場を果たす。彼女は800mに出場したが準決勝で敗退したものの、3大会連続で4×400mリレーのメンバーとして出場し、モニーク・ヘンナガン、マリオン・ジョーンズ、ラターシャ・コランダーとともに金メダルを獲得したが、ジョーンズのドーピングによりメダルを剥奪された。しかしスポーツ仲裁裁判所が2010年7月16日に失格処分は無効と裁定し、剥奪は撤回された。